# Jean Jacques Kickx
Jean Jacques Kickx (1842 — 1887) foi um botânico belga.
De 1865 a 1887, foi reitor da Universidade de Gand. Terminou e publicou a obra de seu pai Jean Kickx (1803-1864), a Flore cryptogamique des Flandres. Seu avô, Jean Kickx (1775-1831), foi também botânico.